# Canal de la Robine
Le canal de la Robine, ou canal de la Robine de Narbonne, est un canal français qui relie l'Aude et la mer Méditerranée dans le département de l'Aude en France. Avec le canal de Jonction, il constitue une branche latérale du canal du Midi, l'embranchement de La Nouvelle, qui met en communication le canal du Midi avec Narbonne et Port-la-Nouvelle sur la Méditerranée.
Son nom occitan robina de Narbona rappelle que son appellation française est un cas de toponymie pléonasmatique, le mot robina signifiant « canal » en occitan.
Comme le canal du Midi, le canal de la Robine est inscrit sur la liste du patrimoine mondial de l'UNESCO.

## Parcours
Le canal mesure 32 km de long et commence, en son point le plus haut, au bord de l'Aude et se dirige vers Narbonne. Son point de départ est l'écluse de garde de Moussoulens, qui protège Narbonne en cas  de crue. Le canal passe sous le pont des Marchands à Narbonne qui est l'un des rares ponts habités de France. Il longe ensuite les étangs de Bages et de Sigean et la réserve naturelle de l'Île-Sainte-Lucie. Il termine sa course dans la mer Méditerranée au port de commerce de Port-la-Nouvelle. Six écluses jalonnent son parcours rachetant une dénivellation de 8,3 m. Il est alimenté par la prise d'eau de Moussoulens sur l'Aude.
Le chemin de halage est aménagé en voie verte du centre de Narbonne jusqu'à Port-la-Nouvelle.

## Histoire
Ce canal emprunte l'ancien lit de l'Aude que les Romains parcouraient déjà en bateau jusqu'à la mer. Il est aménagé au XIVe siècle pour alimenter en eau les moulins de la ville de Narbonne. Le succès commercial du canal du Midi au XVIIe siècle est si important que Vauban et Seignelay proposent de relier le canal des Deux-Mers à Narbonne. Le 2 juillet 1686 le conseil du Roi Louis XIV permet qu'il sera construit par la ville de Narbonne, un canal pour joindre le grand canal de communication des Deux -mers à la Robine, avec les écluses et autres ouvrages nécessaires suivant et conformément aux désirs qui en sera fait par le sieur Riquet, ingénieur de sa majesté. Antoine Niquet, ingénieur général des fortifications de Provence, de Dauphiné, de Languedoc dessine les plans du futur canal de jonction de la Robine en 1688. Le devis est présenté le 2 février. Des efforts de canalisation furent alors entrepris pour préparer la Robine à s’ouvrir à la navigation. Les 4 écluses entre l’Aude et Narbonne furent construites vers 1686. Les travaux, difficiles, s'étendirent sur plusieurs années et furent confiés notamment à des ingénieurs ayant participé à la réalisation du canal du midi tel que l'entrepreneur, André de Lambert, ingénieur ordinaire du roi,, ancien collaborateur de Pierre-Paul Riquet et du chevalier de Clerville qui reçoit en effet le 16 mars 1692,  par l'intendant, et pour une somme de 67000 livres, l'adjudication des ouvrages du canal de la Roubine de Narbonne. 
Le canal est mis en service par Vauban et permet de rejoindre l'Aude au lieu-dit Gailhousty. Mais en l'absence de canal de jonction, le reste du chemin jusqu'au canal du Midi se faisait par voie terrestre. Ce n'est qu'en 1767, plus d'un siècle après, que les travaux du canal de jonction furent entrepris. Les États généraux de la province faisaient droit, jusqu'en 1754, aux oppositions violentes des communautés de Béziers, Agde et Séte. La ville de Narbonne, à bout de ressources, ne pouvant pas terminer les travaux, les États de Languedoc s'en chargèrent, et ils terminèrent le canal de jonction pour atteindre le canal du Midi en passant par Sallèles-d'Aude. Le 11 février 1776 la Ville de Narbonne cèda aux États de Languedoc le canal de la Robine et le canal de jonction.

## Liste des écluses
| # | Nom                   | Coordonnées                 | Distance (km) | Altitude (m) | Image |
| - | --------------------- | --------------------------- | ------------- | ------------ | ----- |
| 1 | Écluse de Moussoulens | 43° 14′ 42″ N, 2° 57′ 39″ E | 5.8           | 13           |       |
| 2 | Écluse de Raonel      | 43° 13′ 41″ N, 3° 00′ 13″ E | 9.8           | 7.9          |       |
| 3 | Écluse du Gua         | 43° 11′ 29″ N, 3° 00′ 04″ E | 14.2          | 9.1          |       |
| 4 | Écluse de Narbonne    | 43° 11′ 03″ N, 3° 00′ 05″ E | 15.3          | 7.3          |       |
| 5 | Écluse de Mandirac    | 43° 07′ 20″ N, 3° 01′ 51″ E | 24.1          | 4            |       |
| 6 | Écluse Sainte-Lucie   | 43° 02′ 50″ N, 3° 03′ 21″ E | 34.3          | 2.7          |       |

## Pour approfondir